# Giovanni Scatturin
Giovanni Scatturin (Venetië, 30 mei 1893 - Rosario, 11 oktober 1951) was een Italiaans roeier. Scatturin nam tweemaal deel aan de zijde van Ercole Olgeni aan de Olympische Zomerspelen en wonnen samen eenmaal goud en eenmaal zilver in de twee-met-stuurman.

## Resultaten
- Olympische Zomerspelen 1920 in Antwerpen  in de twee-met-stuurman
- Olympische Zomerspelen 1924 in Parijs   in de twee-met-stuurman

1900: François Brandt & Roelof Klein ·
1920: Ercole Olgeni & Giovanni Scatturin & Guido de Filip ·
1924: Édouard Candeveau & Alfred Felber & Émile Lachapelle ·
1928: Hans Schöchlin & Karl Schöchlin & Hans Bourquin ·
1932: Joseph Schauers & Charles Kieffer & Edward Jennings ·
1936: Gerhard Gustmann & Herbert Adamski & Dieter Arend ·
1948: Finn Pedersen & Tage Henriksen & Carl Ebbe Andersen ·
1952: Raymond Salles & Gaston Mercier & Bernard Malivoire ·
1956: Arthur Ayrault & Conn Findlay & Armin Kurt Seiffert ·
1960: Bernhard Knubel & Heinz Renneberg & Klaus Zerta ·
1964: Edward Ferry & Conn Findlay & Henry Kent Mitchell ·
1968: Primo Baran & Renzo Sambo & Bruno Cipolla ·
1972: Wolfgang Gunkel & Jörg Lucke & Klaus-Dieter Neubert ·
1976: Harald Jährling & Friedrich-Wilhelm Ulrich & Georg Spohr ·
1980: Harald Jährling & Friedrich-Wilhelm Ulrich & Georg Spohr ·
1984: Carmine Abbagnale & Giuseppe Abbagnale & Giuseppe Di Capua ·
1988: Carmine Abbagnale & Giuseppe Abbagnale & Giuseppe Di Capua ·
1992: Jonathan Searle & Gregory Searle & Garry Herbert